# 村井嘉浩
村井 嘉浩（むらい よしひろ、1960年8月20日 - ）は、日本の政治家。宮城県知事（公選第18・19・20・21・22代）。復興庁復興推進委員会委員。全国知事会会長（第15代）。
宮城県議会議員（3期）、東日本大震災復興構想会議委員、陸上自衛官（最終階級：一等陸尉）などを務めた。

## 略歴

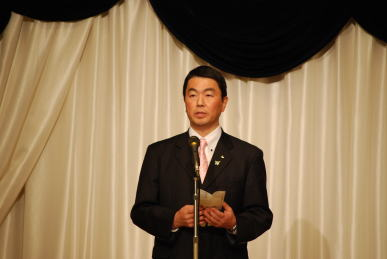
2011年2月、東北防衛局で

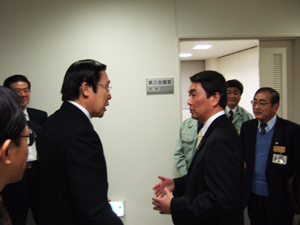
2011年12月17日、鹿野道彦農林水産大臣と会談

大阪府豊中市に生まれる。大阪明星高校、防衛大学校本科（理工学専攻）を卒業し（第28期）、1984年、陸上自衛隊に入隊した。同期に元陸上幕僚長の湯浅悟郎、元北部方面総監の田浦正人、グッドウィル・グループ創業者の折口雅博、日本電産社長の関潤、不動産投資家の倉石灯など。陸上自衛隊幹部候補生学校を経て、ヘリコプターパイロットとなり、東北方面航空隊（仙台市霞目駐屯地）に配属された。1991年から自衛隊宮城地方連絡部募集課広報班長を務め、1992年に退官。退官時の階級は一等陸尉。
陸上自衛隊を退官後、松下政経塾に入塾し、1995年に卒塾（13期生）。同年、宮城県議会議員選挙に宮城野選挙区から立候補し、初当選した。以後3期連続当選。県議時代は自由民主党に所属し、自民党宮城県連幹事長を務めた。
2005年10月、3期目の任期途中で県議を辞職。自民党の推薦を受けて無所属で宮城県知事選挙に出馬し、浅野史郎前知事の後継指名を受けた前葉泰幸（前宮城県総務部長、のち三重県津市長）、日本共産党推薦の候補者を破り、当選した。防衛大学校及び自衛官出身者では初の都道府県知事であり、大阪府出身の宮城県知事は山本壮一郎に次ぎ2人目。
2009年10月の知事選では、政党の推薦を受けず無所属で出馬し、国政与党の民主・社民・国民新3党が推薦する元国際連合食糧農業機関企画部長の候補者、日本共産党が推薦する全日本民主医療機関連合会理事の候補者を破り、再選した。
2011年3月に発生した東日本大震災で、宮城県は沿岸部を中心に大きな被害を受けた。村井は震災後に設置された東日本大震災復興構想会議の委員を務めている。2012年2月、復興庁復興推進委員会委員に就任。
2013年10月27日投開票の宮城県知事選挙で、日本共産党推薦の新人候補を破って3選した。
2017年10月22日投開票の宮城県知事選挙で、日本共産党推薦の新人候補を破って4選した。村井が獲得した票数は、82万5460票にまで及び、これは1993年の宮城県知事選挙において、本間俊太郎が記録した64万7920票を上回り、宮城県政史上最多得票を記録することとなった。
2021年10月31日投開票の宮城県知事選挙では68万3111票を獲得し、得票率は前回より17ポイント下がったものの県政史上最多タイの5選を果たした。
2023年8月9日、全国知事会の次期会長選への立候補を表明した。同月14日に会長選の候補受け付けが締め切られ、村井のほかに届け出はなく、無投票当選が決まった。24日の全国知事会議で正式に会長に選任された。

２０２３～２４年度に公務で出張した際、航空券などの旅費約６５０万円分を村井嘉浩個人のクレジットカードで支払って公費で精算し、カード使用時に付与されるポイントを受け取っていたことが河北新報の情報公開請求で分かった。私用カードで公務の旅費を決済した際に発生するポイントに関して取り決めはなく、県はポイントの取り扱い方を定める方向で検討している。

## 県政

### 県警不正経理問題
2004年、北海道警を皮切りに元幹部職員が警察が、不正経理により裏金をねん出して幹部職員の飲食費や闇手当などに流用していたことを告発する事案が宮城県警にも飛び火した。裏金の存在をかたくなに否定する県警の態度に不信感を抱いた当時の浅野史郎知事は、温床とされた捜査報償費の予算要求を大幅に減額査定して県警との対立が続いた。
村井は知事に就任するとすぐに裏金問題を不問にして県警の予算要求を全額認める措置を取った。

### 東日本大震災の復興政策・企業に対する漁業権開放政策
2011年5月、東日本大震災後の復興を名目に、村井は漁業における新自由主義的な規制緩和政策を推進した。村井は政府の復興構想会議で「漁業の株式会社化を大がかりにやったらどうだろうか」と提案し、沿岸漁業への民間参入や資本導入を図る「水産業復興特区」を提案した。具体的には「県内に約１４０カ所ある漁港を３分の１から５分の１程度に集約する」「地元漁協に優先的に与えられる漁業権の枠組みを緩和し、国の資金で水産関連施設や漁船の整備を行い、その後漁業権を漁業者や民間企業の資本を活用した会社などに移す」などの案を出した。
2011年6月、宮城県は、企業の漁業参入を促す「水産業復興特区構想」の具体策を明らかにした。養殖業を対象に、漁業協同組合（漁協）が実質的に独占する漁業権を法人も得られるようにする方針を示した。企業の参入を促すことで、東日本大震災で打撃を受けた地域の漁業復興に、繋がるとした。村井は「水産業を活性化させるためには企業が参入しやすい仕組みが必要」と述べた。後に村井は、竹中平蔵も参加する講演で、自らの漁業権に関する政策について、「竹中先生に、唯一「革新的」と評価いただいた」と語っている。
震災復興費として12兆円を試算、そのうち企業誘致促進費などとして自身の政策立案を委託している野村総研などへの支払いも含め4860億円を計上。漁業復興や従事者高齢化へ対応するため民間企業を参入しやすくし、「選択と集中」を行い漁港を五分の一にまで統廃合し競争力の強化を図る「水産業復興特区」構想を掲げた。漁業権を独占している宮城県漁業協同組合は事前に相談がなかったことや、漁業のサラリーマン化に猛反発し特区構想撤回を要望しているが、村井は撤回しない意志を明確にし、被災地の漁協幹部と対立している。強気な態度の背景には野村総研などの関与があったと指摘されている。
2011年7月3日、東日本大震災復興対策担当大臣就任後に初めて被災地入りした松本龍との会談の際、村井は松本が応接室に入った数分後、入室した（村井の入室は約束された時間通りであり、松本の方が約束された時間よりも早くに入室していた）。これに対し松本は、村井が自衛隊出身であることを踏まえ、「お客さんが来る時は自分が入ってからお客さん呼べ。長幼の序がわかっている自衛隊ならそんなことやるぞ」と罵倒した。その後、地元の民放がこの一件を報じたことで松本の横暴な態度が批判されることとなった。これに対し村井は松本と旧知の仲であることを明かしながらも、「国と地方自治体は主従関係はなく、対等な関係だと理解しております」と、被災地の首長として大臣の横暴な言動と態度を批判するコメントを出している。また、記者会見で「秘書をつけるなど通常お迎えするかたと同様に敬意をもって案内し、最後は玄関までお見送りした。これからは松本大臣が来られる際は公務時間を削り松本大臣バージョンでお迎えしたい」と皮肉った。
2015年1月28日、震災遺構有識者会議が1月8日に提出した報告を受け、解体の方針が決まっていた南三陸町防災対策庁舎を震災遺構として保存するため、2031年3月まで防災庁舎を県有化する方針を佐藤仁南三陸町長に伝えた。佐藤は解体か保存かについてパブリックコメントを募集し、保存の意見が多数となったことを受け、6月30日に県有化の受け入れを表明したため、村井は9月1日に県有化に関する協定を締結した。

### 福島第一原子力発電所事故
2011年3月17日に厚生労働省は、食品衛生法に基づいて全都道府県に対して食品の調査を要請したが、当日に調査に乗り出した茨城県に対し、宮城県の動きは鈍く、宮城を含む福島周辺の9県が名指しで検査を求められた後の同月25日に村井知事は野菜や原乳、水道水の測定を始めると発表した。放射線量測定は、2011年3月分の環境放射能水準調査結果では、宮城県だけが「震災被害によって計測不能」とし、測定するモニタリングポストの高さは当初は80.3mと他県と比べて突出していた（2013年8月23日現在は9.5m）。7月に放射能測定の対応の遅さを報道陣に指摘されると「遅いという指摘はあたらない」と述べた。
被災した女川原子力発電所について、6月18日の記者会見で「現段階では白紙」と述べて様子見の姿勢を示したが、6月28日の記者会見で、福島県の「脱原発」の姿勢について「一つの考え方として尊重すべきだが、私と一部相いれない部分がある」と述べ、6月29日の東北電力株主総会で原子力事業撤退の議案に対して株主である宮城県として「否決」する意向を明らかにし、「安定的な電力供給の中で、次の時代を見据えたエネルギー政策を考えるべきだ」と強調した。
放射性物質による肉牛汚染問題で出荷する肉牛への検査証明書の表記について聞かれ、「健康上全く問題のない数値なので、安全か安全でないかということだけはっきりと証明すれば十分」と回答した。
8月30日に韓国扶安郡で日中韓の自治体関係者の会議に出席し、福島原発事故問題について校庭や港の放射線量、農水産物の放射性物質濃度を調べた結果を説明し、「まったく悪い数字は出ていない。宮城県はまったく安全だ」と強調。中国、韓国国民の宮城県への来訪を呼びかけた。
12月に丸森町の2地区で行われた甲状腺検査の継続性について質問を受け、有識者会議で不要となった場合は県はやらないという立場だと認め、「今回の健康調査もやる必要はないというものだが、それでは住民の納得を得られないということで、あえて一歩踏み込んだ」と発言し、被曝の検査について「責任は国にあるわけですから、自分たちが責任を放棄して県に責任を押しつけているその姿勢に失望しています」と苦言を呈した 。

### 犯罪抑止関連条例
2011年1月に、性犯罪前歴者やドメスティックバイオレンス加害者を宮城県警に監視させるために、元犯罪者にGPSの常時携帯を義務付ける条例案を検討した。2011年度中の条例案提出を目指したが弁護士や人権団体が条例案に反対し、東日本大震災の発生して有識者懇談会が中断する 。2013年に有識者懇談会を再開するが、「震災復興を優先したい」として条例案提出を見送った。
2015年3月に、GPSの常時携帯に代わり小学生を対象とした犯罪を抑止するための条例案提出を表明する。「小学生を人目につかない場所に誘い出す」「身体を掴む」「付きまとう」などの行為を禁止し、違反した場合は罰金を科すとしている。

### 医学部新設
震災による医師不足の解消を目指すため、東北地方の大学に医学部を新設し人材育成を行うべきとして、2013年10月4日に安倍晋三内閣総理大臣に医学部新設を要請した。文部科学省は1校を条件として医学部新設の応募を受け付ける。宮城県から東北薬科大学と東北福祉大学・仙台厚生病院・栗原市連携による「栗原キャンパス」が応募を検討する。
運営方針の相違から東北福祉大学が応募を取り下げると、栗原市の要望を受けた村井は財政面の理由で断念していた「宮城県立医科大学」の構想を2014年5月27日に申請するが断念し、宮城大学に医学部を設置するとして宮城大学に協力を6月20日に要請した。
8月28日に文部科学省構想審議会は、宮城大学医学部の構想を準備不足として却下して東北薬科大学に医学部を設置することを決定した。村井は落選の理由を「カリキュラムや教員確保の面で準備不足だった」と語り、審議会の公表前に落選が報道されたことを「文部科学省に不信感を持っている」として抗議した。応募期限直前の方針転換など知事の対応に宮城県議会から批判があった。

### 地方創生
2015年4月20日に、鳥取県知事の平井伸治が旗揚げした知事グループ「日本創生のための将来世代応援知事同盟」に参加し、「自分の県だけではなく、国全体を考えた施策を実践したい」とコメントし、人口減少や就業・子育て支援策について国に提言していくと述べる。

### コンセッション方式による水道事業への企業参入推進
村井はコンセッション方式による民営化に積極的な姿勢で知られる。コンセッション方式は、行政が公共施設などの資産を保有したまま、私企業に運営権を売却または委託する民営化手法の１つで、新自由主義的政策であると評価されている。宮城県では外資系のヴェオリアが関与する形で水道事業に持ち込まれた。
各自治体が料金徴収やインフラ設備の更新などの個別の事業を民間に発注する「民間委託」の場合は、発注主体はあくまで運営権を持つ自治体であり、業務にかかる費用を企業に支払うのも自治体である。しかし、「コンセッション」の場合は、運営権自体が民間企業に移り、自治体からは運営権限が失われ、水道料金等の収入も、私企業に入ることになる。
全国初となる上下水道と工業用水道の20年間の運営権を民間に売却する「みやぎ型管理運営方式」には、外資系企業の参入に対する不安や運営形態が不明確との声もあり、導入に反対する市民団体が約2万筆の署名を集めた。水ジャーナリストの橋本淳司は自治体側に水道事業のノウハウがなくなる可能性もあると指摘した。
発端は、2016年12月19日、内閣府の第3回未来投資会議は「公的資産の民間開放」というテーマで行われ、竹中平蔵が水道事業へのコンセッション方式の導入に言及した。竹中は「上下水道は、全国で数十兆円に上る老朽化した資産を抱えております。フランスやイギリスなどヨーロッパでは民間による上下水道運営が割と普通になっており、年間売り上げが数兆円に上るコンセッションや、しかも非常にダイナミックにIoTを取り入れて、第4次産業革命と一体になって水道事業をやっていくというのが出てきている」と発言した。
なお、竹中は静岡県浜松市での下水道のコンセッションで市と契約した特別目的会社「浜松ウォーターシンフォニー株式会社」 に出資するオリックスの社外取締役を務めており、政府の諮問委員・評議委員と、企業トップ・企業要人という「二つの顔」をうまく利用したレントシーキングの一例であると指摘されている。
2017年2月9日、宮城県庁でコンセッション方式を検討する会合が開かれ、内閣府、大手商社、金融機関などの関係者が出席し、企業は「安定的収入が見込め、今後伸びる分野と考える。公共サービスを担うことは、企業の社会的価値を高めることにもつながる。チャレンジしたい」と積極的な姿勢を見せ、企業主導の料金設定を求め、行政の関与の排除を求める意見が表明された。
2018年12月6日、国会で改正水道法が成立し、コンセッション方式の導入が認められることになった。
2019年12月、水道法改正を受け、宮城県はコンセッション方式導入に向けた条例改正を行った。上下水道、工業用水等を20年間、私企業に運営を委託することを決定した。外資の参入には議会を含め、県内外から多くの懸念が寄せられたが、村井が主導する形で決定に至った。
事業を受託したのは、特定目的会社の「株式会社みずむすびマネジメントみやぎ」で、メタウォーター社（フランスのヴェオリア社の傘下のヴェオリア・ジェネッツ社等が出資）が議決権株式の51％を保有する。実際の運営とメンテナンスを行うのは、特定目的会社が出資し新設した新会社「株式会社みずむすびサービスみやぎ」でヴェオリア・ジェネッツ社が議決権株式の51％を保有する。
このコンセッション方式には多くの懸念が寄せられた。単に外資に国内インフラへの関与を許すことの是非のみでなく、企業の業務内容の透明性の確保や、20年という長期の契約によって水道運営のノウハウが行政から失われ、特定の企業に依存せざるを得なくなる可能性が懸念された。仮に運営会社に問題が生じても、長期の委託によって、行政側に水道運営の能力が失われた場合、業務停止処分の権限が形式的に存在しても、水道という重要なインフラを止めることができないため、行政処分の実効性が失われるとも指摘されている。
さらに水道法改正の過程においても、多くの懸念が寄せられた。その一つが、ヴェオリア社の社員が内閣府の「民間資金等活用事業推進室」に政策調査員として2017年から2019年まで出向していることが判明したことで、利益相反であるとの指摘を受けている。この任期は水道民営化のために審議が行われていた期間に重なっていた。12月6日に改正水道法が成立。翌7日には外国人労働者の受け入れを拡大する改正出入国管理法も成立した。コンセッションの推進役を務めていた内閣府大臣補佐官の福田隆之が、2016年に海外視察先のフランスで、ヴェオリア社から過剰な接待を受けていたことも指摘されている。福田の登用には、当時の菅義偉官房長官や竹中平蔵の意向が働いたとも言われている。
水道法改正の背後には首相・官邸筋の意向が強く働いたとされ、内閣府の強いイニシアティブによって特定の企業の意向が働いた政策が推進され、本来は国民全体のために立案されるべき公共政策が、一部の人間の利益のために歪められているとも指摘されており、水道コンセッションをめぐる一連の問題も、その氷山の一角であるとも指摘されている。
世界的に見ても公共水道へのコンセッション方式を含む民営化に対する懸念は大きく、欧州では、水道事業の再公営化の動きが大きくなっている。1984年にヴェオリア社とスエズ社との間に25年間のコンセッション契約を結んだフランスのパリ市では、度重なる値上げにより水道料金が当初に2倍以上に膨らみ、市民の間で不満が高まり2010年に再公営化がなされた。ヴェオリア社の運営には、透明性の欠如等の非常な問題があり、同社の利益は、市側に7%と報告されていたが、再公営化後の再調査では15％から20%もあったことが判明した。同社は多額の利益を設備投資に回すことなく、政治家へのロビー活動に投じていたことも判明している。
ドイツのベルリン市でも1999年に実質的な民営化契約が締結されたが、水道料金の値上げなどにより市民の不満が高まり2013年に再公営化がなされている。この契約のスキームは複雑で、市は，水道公社の持株会社を設立し、その株式49.9%をドイツの電力大手のRWEとヴェオリア社に売却、残りの株式 50.1%を市側に残すことで、実質的な経営権を民間企業に引き渡しながらも、表面上は水道の公営性を保っていたかのように装っていた。再公営化には両社から株を買収しなければならなかったため、それぞれの会社に、6億5400万ユーロ（約800億円）、5億9000万ユーロ（約726億円）の公費が投じられ、市民は多大な代償を支払うこととなった。こうした歴史から、欧州では水道事業への企業参入に対する市民の警戒が非常に強く、新規の契約を結ぶことは難しいと言われている。
さらにコンセッション契約の相手が、投資家対国家の紛争解決（ISDS）条項を含む貿易・投資協定を締結している国の企業である場合には、投資家の利益が損なわれたとして地方自治体や政府が提訴される場合もある。これまでにもアルゼンチン、ボリビア等の自治体や政府をグローバル企業が提訴した事例が知られている。
2018年、英国会計検査院（NAO）はPPP/PFIに関する調査報告を公表し、メリットよりもデメリットの方が多いことを実証した。つまり、自治体と民間との契約期間が20年程度と長いことで、競争原理が働かず公共サービスの質が低下し、各種の変化に対して柔軟に対応できない。1つの事業者への包括的発注を行うことで、業務プロセスの透明性が失われ、価格上昇やサービス低下が起きても原因が不明になりやすい。業務の委託先がコンソーシアム参加企業であることが多いために、個別業務間の責任の所在と資金の流れが不明確になる。自治体と民間とのリスク分担により、民間がリスクを負担できない場合、サービスの停止や質の低下が起きる。私企業による資金調達に依存することで、企業が破綻した場合、自治体の負担が増加する、などである。
2025年7月17日、参政党代表の神谷宗幣が、宮城県の水道事業を「上下水道は必要で、国がやらないから、宮城県みたいに民営化してしまう。水道はとても大事でどうして外資に売るのか」などと発言した。この発言について、村井は「事実と異なる」として謝罪と訂正を求めた。これに対し、神谷は「宮城の水道の維持管理業務を担う法人は、外資系企業が議決権の過半数を保有し、業務執行・意思決定を事実上支配している。私の発言は『外資に売った』という表現により、外資が実質的に維持管理の意思決定を担っている現状を簡潔に有権者に伝える意図だった」「演説で『維持管理業務を』との修飾を欠いていたことは認めるが、そこだけをとって『誤った情報の発信』とは言えないから、謝罪をする必要はないと考えている」と応酬を繰り広げた。 
村井は、宮城県の水道事業施設の所有権は県にあって、水道料金の変更には県議会の議決も必要であり、運営と維持管理業務を委ねている会社の最大株主は日本企業であって、海外企業ではないなどとして、神谷の発言は事実と異なるとしている。
村井は「ヴェオリア・ジェネッツという外資系企業が51%（株式を）持っておりますけれども、中身をよく調べていただくと、メタウォーターが33.5%（株式を）持っていて、拒否権を持っているのです。拒否権を持っているので、ここが勝手なことは絶対にできません」「運営権者に業務の不履行があった場合、OM会社と一緒に問題があった場合は、先ほど言った実施契約に基づいて、県は運営権者との契約を解除できるということになっています」「日本の中で浄水場を80か所ヴェオリアグループが管理しています。下水処理場も82か所を管理しています。ここにはですね、大変多くの雇用も抱えていただいているということです。ですから、外資系を否定し、水だから外資系の企業が入ってはいけないということになってしまったならば、この人たちの働く場所がなくなってしまいます」などと主張している。

### 新型コロナウイルス対策
2020年12月28日に菅義偉内閣総理大臣、湯崎英彦広島県知事、鈴木康友浜松市長の3氏と会食し、この中で村井は新型コロナウイルスの感染拡大により同月に停止していた観光支援事業「Go To トラベル」について早期に再開するよう菅に要請する。菅は「コロナ対策と経済対策の両立を果たさなければならない」としつつも、「簡単にはいかない」と述べた。
2021年2月22日に「Go To イート」のプレミアム付き食事券の販売を23日から再開すると発表したが、3月中旬に直近1週間の陽性率が11.2%（13日時点）と4段階で最も深刻な「ステージ4」相当となったことを受け、3週間後の3月16日に販売を停止した。村井は会見で「あの時点の判断は間違ってなかったと思うが、結果的にその後、感染者が増えたことを考えると再開が気の緩みにつながってしまったことは事実だと思う」と述べた。

### イスラム教徒の外国人労働者受け入れのための土葬墓地推進
2024年10月、村井は県議会での答弁において、宮城県内に土葬が可能なイスラム教墓地の開設を検討していることを明らかにした。村井は2024年12月の記者会見においても、同時点で東北地方には土葬可能な墓地が1つも無いことをあげた上で「日本で家庭を持っている人や、単身で来て日本でしか埋葬できない人もいる。その人たちの希望に応えることも重要だ」と述べている。
村井が、イスラム教徒向けの土葬墓地を推進する背景には、インドネシアなどイスラム圏の外国人材を労働力として呼び込む狙いがある。イスラム教徒は宗教上の理由で火葬できないが、土葬が可能な墓地は全国的に極めて少ない現状がある。宮城県は2023年、技能実習生や特定技能労働者の呼び込みのため、インドネシア政府と人材送り出しに関する覚書を締結した。将来的なインドネシア人ムスリムの定住増加が見込まれるとして、在日イスラム教徒のための環境整備を行う方針を固めた。村井は2024年10月の県議会で「イスラム教団体にヒアリングをし、全国の土葬墓地を調査したうえで、県内での実現に向け検討したい」と述べた。
2025年3月には「日本は元々土葬だった」と発言。この所謂「そもそも論」が「日本が土葬から火葬に変わった経緯を全く理解していない」「『そもそも論』を出して正当化している」として批判され、インターネット上で炎上した。

### 県民栄誉賞
元プロ野球選手の佐々木主浩、ノーベル化学賞受賞者の田中耕一、トリノオリンピックフィギュアスケート金メダリストの荒川静香、東北楽天ゴールデンイーグルスの岩隈久志、に県民栄誉賞を授与した。2013年11月に球団創設初の日本一になった楽天イーグルスへ団体として初の県民栄誉賞を授与し、プロ野球新記録の24連勝を達成した田中将大に個人として県民栄誉賞を、監督の星野仙一に感謝状をそれぞれ授与した。2014年4月26日に、ソチオリンピックフィギュアスケートで日本人男子初の金メダルを獲得した羽生結弦に県民栄誉賞を授与した。宮城県の県民栄誉賞授賞は2017年現在で個人団体併せて7授与されている。

## 人物

### 竹中平蔵との関係
- 2012年6月、竹中平蔵編書の『日本大災害の教訓―複合危機とリスク管理』の出版記念イベントに竹中らと登壇し、パネルディスカッションを行った。村井は自らの漁業権に関する政策について「竹中先生に、唯一「革新的」と評価いただいた」と語り、農業については、「竹中先生に「民間企業と連携」という言葉がどこにも書いてない、何もやらないつもりか、とお叱りを受けましたが、そんなことはございません。宮城県の沿岸部に200～250ヘクタールという大規模な先端農場をつくり、民間の投資を呼び込み、農業の再生を図っていこうと考えています。これも国と県と民間が一緒になってやってまいります」と述べた[16]。

- 2014年12月、日経ビジネスイノベーションフォーラム「コンセッションが切り開く日本の成長戦略」に「仙台空港発・東北再興への挑戦　～空港民営化を通じた創造的復興～」との題目で登壇、竹中平蔵も同イベントで「成長戦略及びコンセッションに期待するもの」との題目でディスカッションを行った[64]

- 2016年12月、竹中平蔵らが参加する内閣府の第3回未来投資会議で登壇し、「仙台空港の民営化」など「公的資産の民間開放」について宮城県の取り組みを紹介した[65]。

- 2018年1月、内閣府の後援で行われた「コンセションフォーラム2018～地方創生の未来～」に登壇、全国各地で導入されたコンセッション政策の現状について、湯﨑英彦・広島県知事、高島宗一郎・福岡市長、菅義偉官房長官や竹中平蔵と共演した[66]。

### その他
- 家族は妻、2女。
- 趣味は茶道。ウォーキング。
- 政治姿勢では新自由主義・新保守主義色が強く、サンデー毎日からは「宮城の小泉」と評された[67]。
- 知事就任以来、例年公明党宮城県本部の新春賀詞交歓会に出席している。

## 出演

### CM
- 冬の観光PR動画／みやぎ湯渡軍団 - 宮城 湯渡り上手な冬の旅（2017年12月、宮城県） - 湯渡軍団団長 役